# Blue Jay (Ohio)
Blue Jay es un lugar designado por el censo ubicado en el condado de Hamilton en el estado estadounidense de Ohio. En el Censo de 2010 tenía una población de 959 habitantes y una densidad poblacional de 84 personas por km².

## Geografía
Blue Jay se encuentra ubicado en las coordenadas 39°14′19″N 84°44′38″O / 39.23861, -84.74389. Según la Oficina del Censo de los Estados Unidos, Blue Jay tiene una superficie total de 11.42 km², de la cual 11.33 km² corresponden a tierra firme y (0.79%) 0.09 km² es agua.

## Demografía
Según el censo de 2010, había 959 personas residiendo en Blue Jay. La densidad de población era de 84 hab./km². De los 959 habitantes, Blue Jay estaba compuesto por el 98.33% blancos, el 0.1% eran afroamericanos, el 0.1% eran amerindios, el 0.21% eran asiáticos, el 0% eran isleños del Pacífico, el 0.73% eran de otras razas y el 0.52% pertenecían a dos o más razas. Del total de la población el 1.25% eran hispanos o latinos de cualquier raza.